# エンゼル・スタジアム・オブ・アナハイム
エンゼル・スタジアム・オブ・アナハイム（Angel Stadium of Anaheim）は、アメリカのカリフォルニア州アナハイムにある野球場。MLBのロサンゼルス・エンゼルスのホーム球場。通称はThe Big A、The Halo（天使の輪のこと）。

## 球場の歴史
1961年シーズンに新球団として誕生したロサンゼルス・エンゼルスは、最初のシーズンはロサンゼルス・リグレー・フィールドを、翌1962年から1965年まではドジャー・スタジアムを本拠地球場にしていた。しかし観客動員は伸び悩む。ドジャー・スタジアムでの4年間の観客動員は329万人ほどで、これは1試合平均では1万人を辛うじて超える程度のものだった。
そのためエンゼルスは1966年から本拠地をアナハイムに移すこととなる。それに先立ち1964年夏に新球場の建設が開始。移転初年に新球場はアナハイム・スタジアム（Anaheim Stadium）の名称でオープンした。
1980年、NFLのロサンゼルス・ラムズが移転してきたため、アメフト兼用球場に改修される。観客席は大幅に増え、収容人数は43,000人から64,593人になった。
1995年、人気低迷にあえぐラムズがセントルイスへ移転。1997年、総工費1億1800万ドルをかけ野球専用球場に再改修された。地元の電力会社、エディソン・インターナショナル社がネーミングライツを20年5000万ドルで取得したため、球場名もエディソン・インターナショナル・フィールド・オブ・アナハイム（Edison International Field of Anaheim）になった。しかし2003年オフに同社がオプションを行使してスポンサーを降りたため、2004年から現在の名称になった。

## 設備、アトラクション、演出
- BIG A：アルファベットのAを象った巨大なスコアボードが左翼後方に立っていたが、ラムズが移転してきたことに伴う改修によって移動し、現在はフリーウェイ横の駐車場に立っている。
- 外野センター奥の巨大な人工岩と滝はウォルト・ディズニー・カンパニーが親会社だった時代に大幅な改修により出来たものである[1][2]。地元チームの選手がホームランを打つと、約27メートルの高さまで火が勢いよく噴き、花火も打ち上がる。
- エンゼルスタジアムでホームとなるエンゼルスが3塁側を使用し、アウェーチームが1塁側を使用する。
- エンゼルスがリードされているか、同点である場合、勝利を信じてということで、マスコットとしてラリーモンキーがバックスクリーンのモニターに登場し、応援を高めている。

## 特徴
左中間に比べて右中間が狭くなっているが、ライトフェンスが非常に高いため、左のプルヒッターに不利とされていたが、2018年のシーズンからライトフェンスのホームランの規定(黄色ライン)が変更され、高さ5.5メートルからレフトと同じ2.4メートルとされた。これによりパークファクターからも、ホームランの出やすい球場となった。

## 主要な出来事

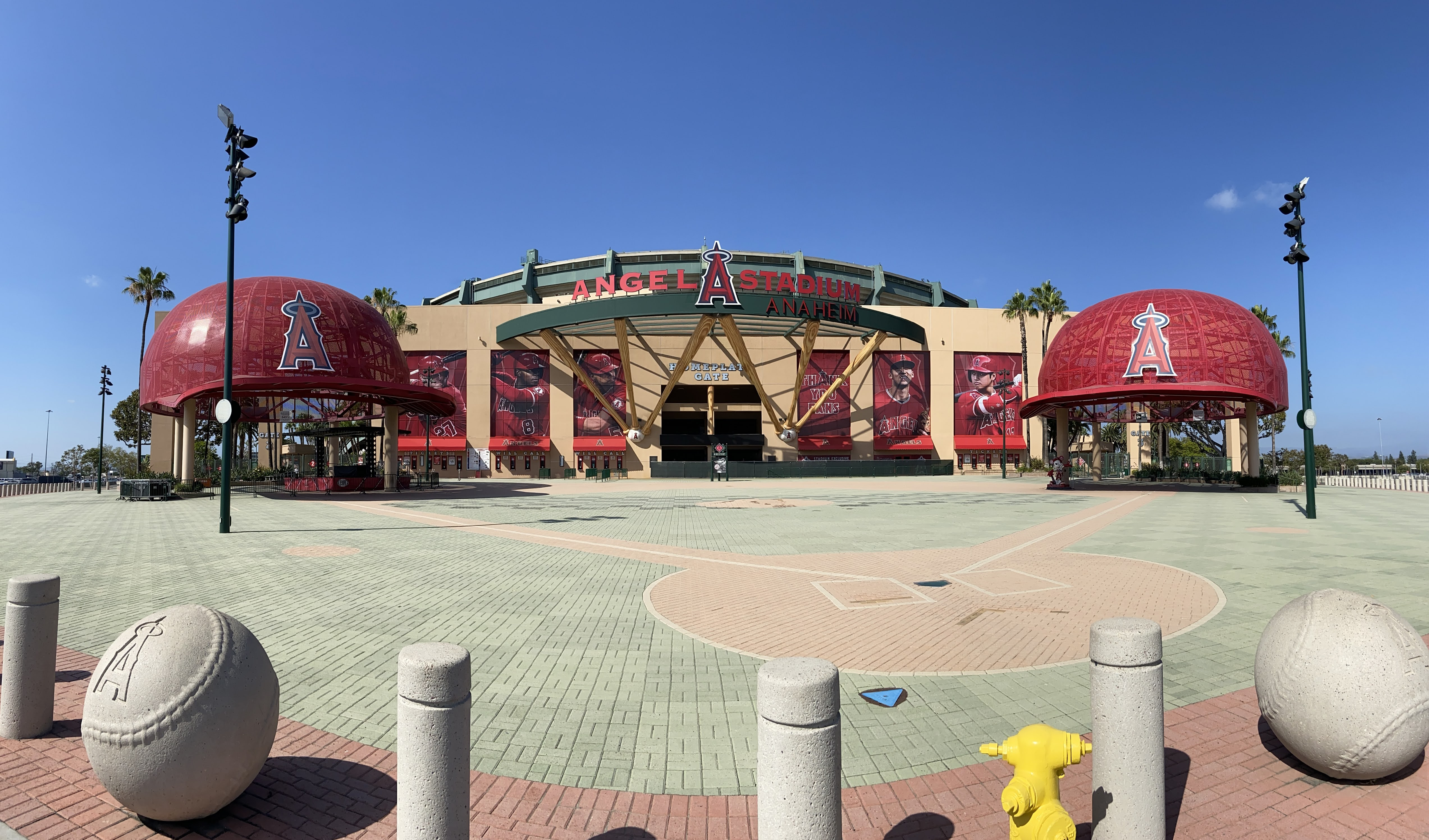
球場正面

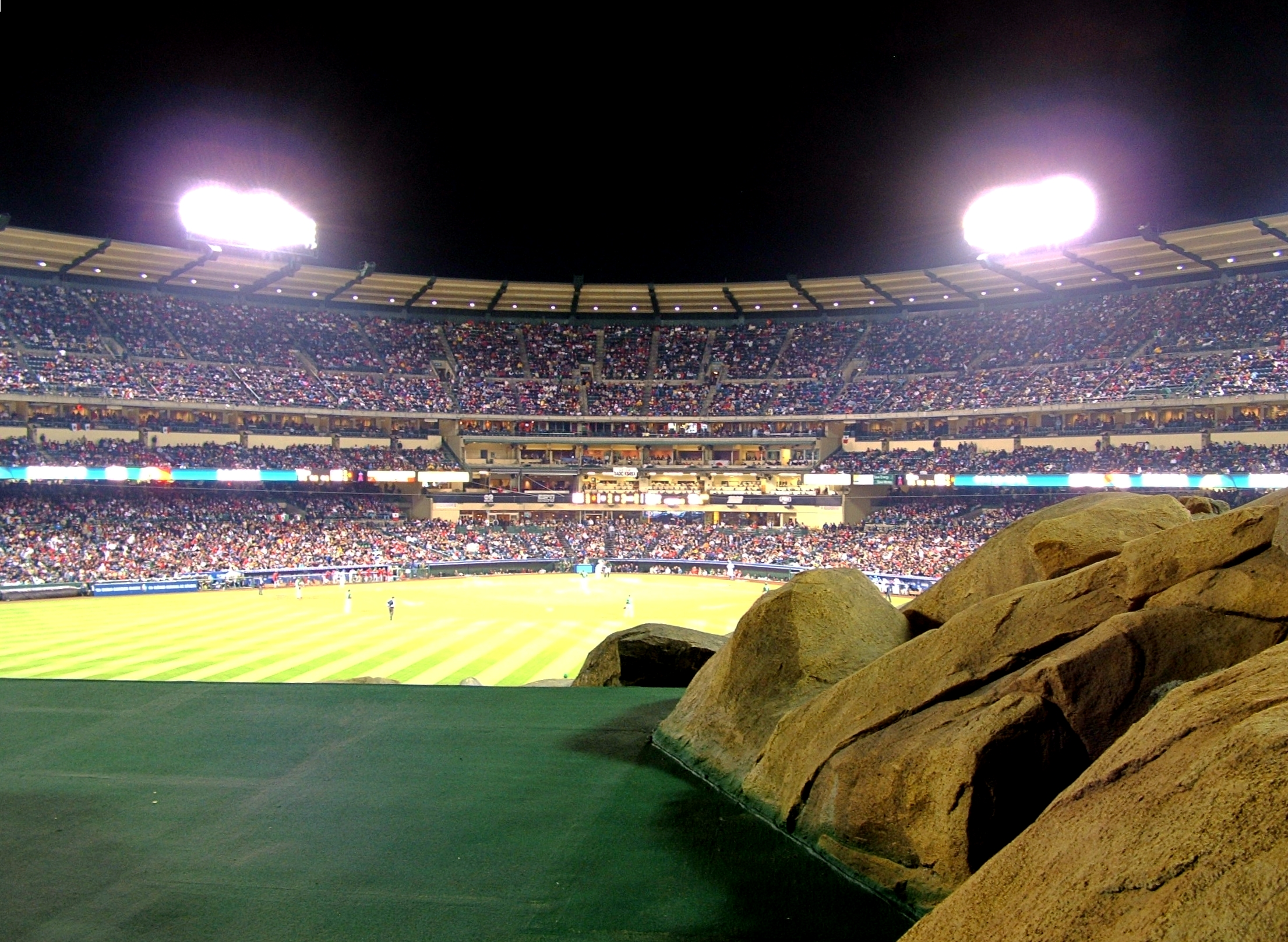
中堅から。右に見える岩からは噴水が出る他、エンゼルスの選手がホームランを打てばここから大量の花火が打ちあがる

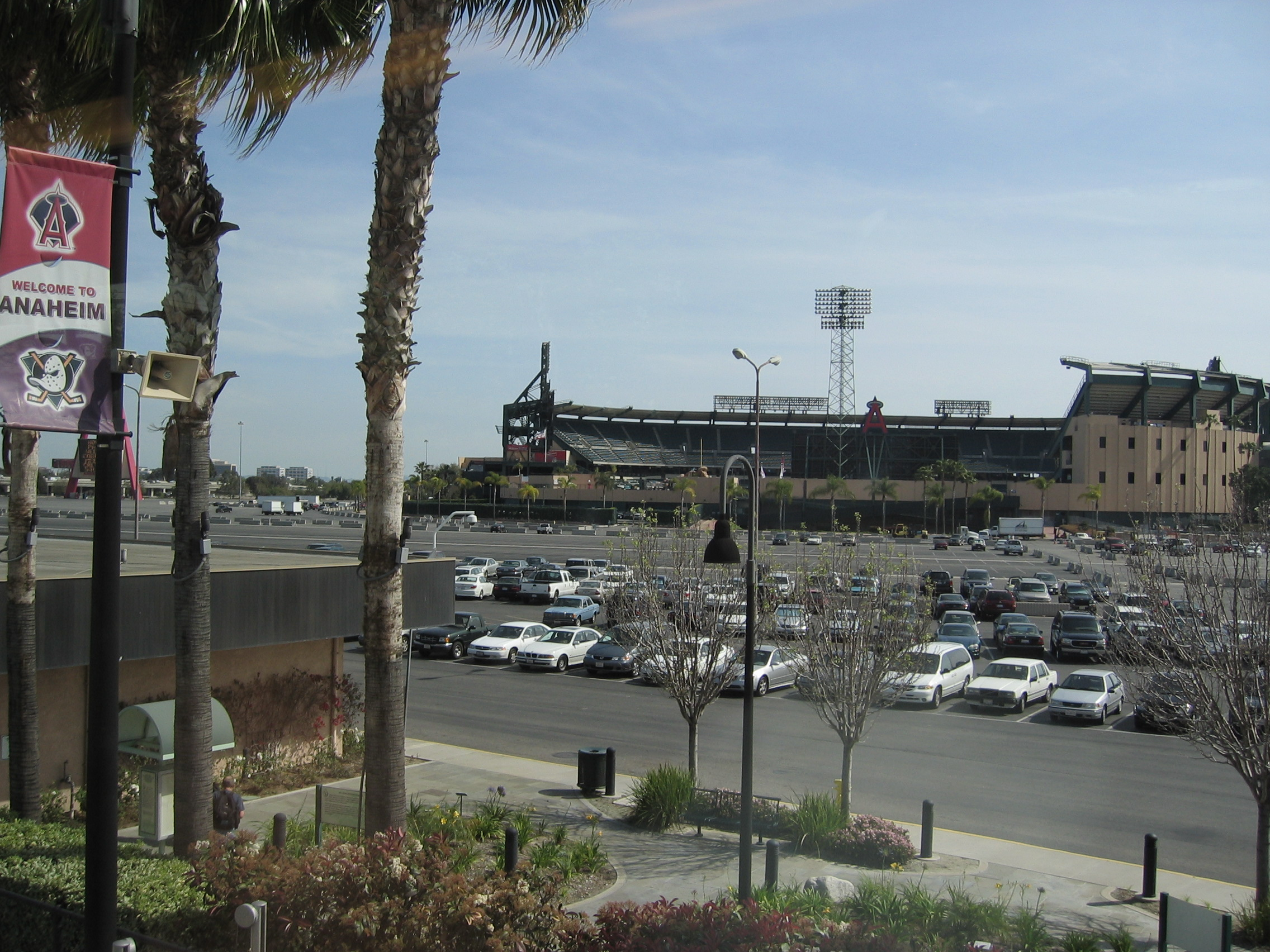
球場外観

- 1966年4月19日、開場（ホワイトソックス 3 - 1 エンゼルス）。
- 1967年7月11日、オールスターゲーム開催（ナ 2 - 1 ア）。史上最長となる延長15回まで試合が続いた。
- 1974年9月28日、ノーラン・ライアンがノーヒットノーランを達成（エンゼルス 4 - 0 ツインズ）。
- 1975年6月1日、ノーラン・ライアンがノーヒットノーランを達成（エンゼルス 1 - 0 オリオールズ）。
- 1984年9月17日、レジー・ジャクソンが通算500本塁打を達成。
- 1986年6月18日、ドン・サットンが通算300勝を達成。
- 1989年7月11日、オールスターゲーム開催（ア 5 - 3 ナ）。
- 1992年9月30日、ロイヤルズのジョージ・ブレットが通算3000安打を達成。
- 2006年3月13日 - 15日、ワールド・ベースボール・クラシックの2次リーグ（POOL 1）が開催された。
- 2010年7月13日 - オールスターゲーム開催（ナ  3- 1 ア）。
- 2022年5月10日、リード・デトマーズがノーヒットノーランを達成（エンゼルス 12 - 0 レイズ）。
- ワールドシリーズ開催：2002年